# Joni Markkula
Joni Markkula (ur. 10 lutego 1983 w Sastamala) – fiński siatkarz, reprezentant kraju, występujący obecnie w drużynie Vammalan Lentopallo. Wraz ze swoją reprezentacją występował w Lidze Światowej 2007 i 2009.

## Kariera
- 2001–2005  Tampereen Isku-Volley
- 2005–2006  TSV Unterhaching
- 2006–2007  Mutalan Riento
- 2007-  Vammalan Lentopallo